# Резунов, Леонид Николаевич
Леонид Николаевич Резунов — советский хозяйственный, государственный и политический деятель.

## Биография
Родился в 1928 году в Галиче. Член КПСС.
Образование высшее (окончил Ленинградский кораблестроительный институт по специальности «инженер-экономист»)
С 1951 года — на хозяйственной, общественной и политической работе.
- В 1953—1963 гг. — начальник планово-экономического отдела Севмашпредприятия.[1]
- В 1963—1978 гг. — начальник Главного планово-производственного управления Министерства судостроительной промышленности СССР.[1]
- В 1976—1991 гг. — заместитель министра судостроительной промышленности СССР.[1][2]

C 1991 гг. — заместитель главы корпорации «Судпром», руководящий работник в ЗАО «Судостроение».
Лауреат Государственной премии СССР 1981 года (неопубликованным указом).
Умер в Москве в 1997 году.

## Отзывы о деятельности и личности
На посту заместителя министра Леонид Николаевич курировал три ведущих управления министерства по подводному кораблестроению — 1-е, 6-е и 12-е, соответственно координируя уже и более широкий круг производственно-технических вопросов. В те годы отрасль успешно осуществила строительство подводного флота 3-го поколения и готовилась к созданию лодок 4-го поколения. Именно в этот период были построены и переданы ВМФ, например, все АПЛ пр. 671 и его модификаций, осуществлено строительство РПКСН пр. 941 — системы «Тайфун», знаменитых лодок XXI века пр. 705 и ряда других выдающихся проектов.